# Anopsicus wileyae
Anopsicus wileyae là một loài nhện trong họ Pholcidae. Loài này được phát hiện ở México.